# Cornelis Bega
Pour les articles homonymes, voir Bega.
Cornelis Bega, ou Cornelis Pietersz Bega (né Cornelis Pieterszon Begeyn vers 1630 et mort le 27 août 1664), est un peintre, dessinateur et graveur néerlandais, qui vécut et travailla à Haarlem.

## Biographie
Cornelis Bega, né vers 1630-1631 et non vers 1620 comme certaines sources l'affirment, est le fils du sculpteur Pieter Janszon Begeyn et de son épouse Maria, elle-même fille du peintre Cornelis van Haarlem. Bani par son père à cause d'une vie dissolue, il prend le nom de Bega qui est celui de son grand-père maternel. Cornelis Bega a pour maître Adriaen van Ostade et, de même que celui-ci, il s'attache à peindre des scènes de genres reproduisant la vie des paysans hollandais par des portraits, des intérieurs ou des scènes de village. Entre 1653 et 1654, il effectue son « Grand Tour », en compagnie de Dirck Helmbreker, Vincent van der Vinne et Guillam Dubois, durant lequel il séjourne en Allemagne, en Suisse, en Italie et en France. Il est considéré comme l'« un des meilleurs peintres de mœurs hollandais ».
On lui doit 160 peintures cataloguées, environ 80 dessins et également 37 gravures connues. Ses études à la sanguine et à la pierre noire sont de très haute qualité. En tant que dessinateur, Bega est connu pour ses études à un seul personnage, exécutées principalement en craie noir et blanc sur du papier bleu ou de la craie rouge sur papier blanc. Aucune étude ne semble se rapporter à une peinture ou une gravure. Bega échange des dessins ou des modèles avec d'autres artistes de l'école de Haarlem, y compris van der Cooghen, Gerrit Berckheyde, Dirck Helmbreker et Cornelis Visscher. Ces artistes ont dessiné des études de figures à la craie dans un style très similaire; leurs dessins, en particulier ceux de Bega et Berckheyde, ont souvent été confondus. Contrairement aux études de figures réalistes, les gravures de Bega représentent des intérieurs avec des figures à la manière de van Ostade.
Parmi les artistes qu'il influence, il y a Thomas Wijck, Jan Steen, Richard Brakenburg (1650-1702) et Cornelis Dusart. Des peintres comme R. Oostrzaen et Jacob Toorenvliet (1635-1719) et plus tard des artistes européens imitent le style de Bega et empruntent ses personnages de petite vie.
Admis en 1654 à la guilde Saint-Luc de Haarlem, il figure sur les registres de la confrérie jusqu'en 1661.
Il meurt en 1664 de la peste transmise par son épouse.

## Œuvres
Ses œuvres sont présentes dans les plus grands musées. Le musée du Louvre possède notamment des œuvres typiques de sa manière, un Vieillard lutinant une jeune femme dans un intérieur rustique de 1662, donné par la princesse Louis de Croÿ en 1930 ainsi qu'un autre Intérieur rustique aussi appelé Le Bon ménage. À Hambourg, la Kunsthalle conserve un autoportrait peint.

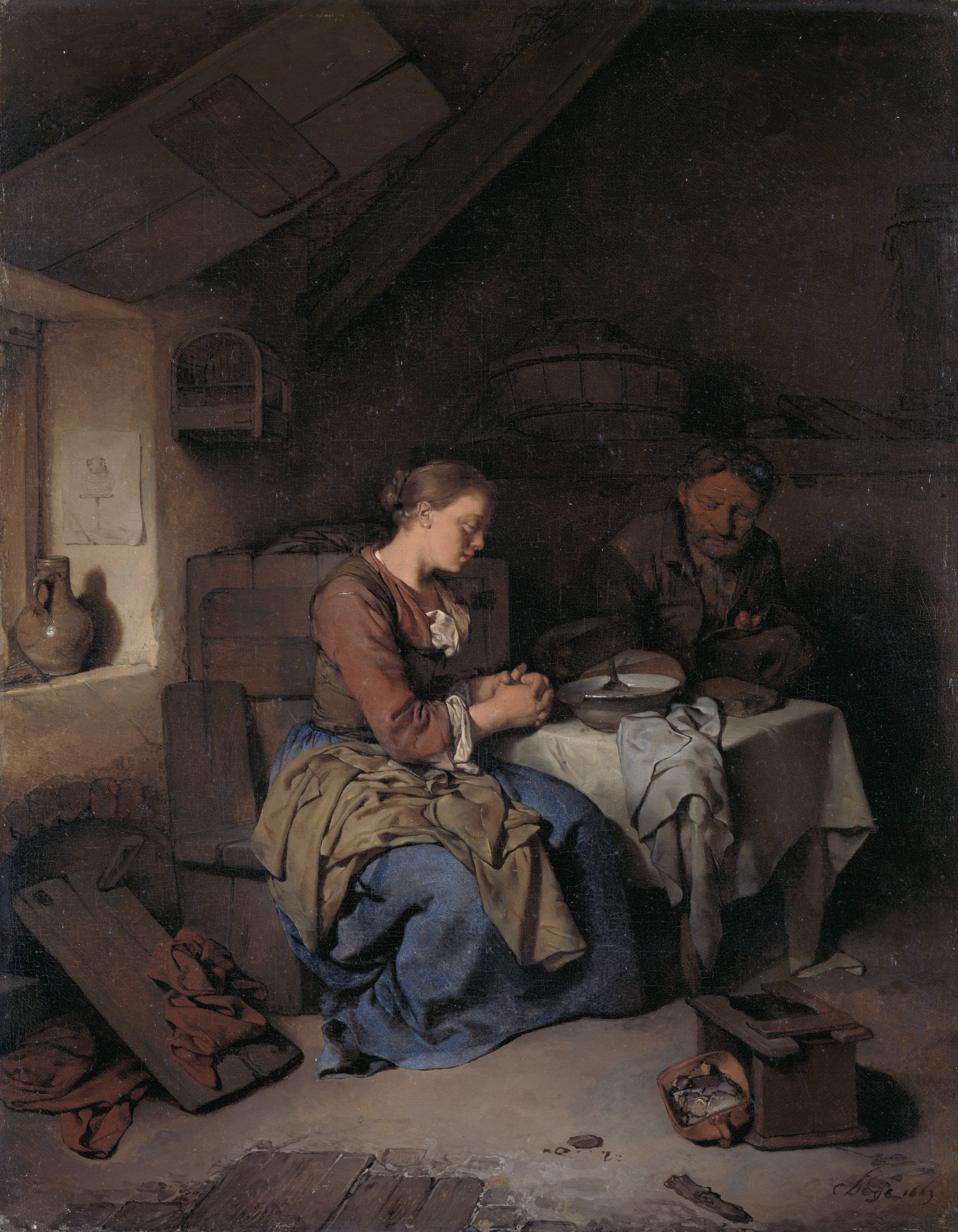
Prière avant le repas, 1663 (Amsterdam)

D'autres peintures représentent souvent le même type de scène,
- La prière avant le repas, signée datée 1663, Rijksmuseum, Amsterdam[11],
- Le concert des paysans, signée, Rijksmuseum, Amsterdam[12],
- Danse de villageois, vers 1655, Gemäldegalerie Alte Meister, Dresde[13],
- Le duo, 1663, musée national de StocKholm,
- Scène de Taverne, 1664, musée de beaux-arts de Budapest[14],
- La Joueuse de luth, huile sur toile marouflée sur bois, 37 × 32 cm, Musée des Offices, Florence[15],
- Deux hommes chantant, signée ‘c bega Ao 1662’, National Gallery of Ireland, Dublin[16],
- L'Alchimiste, 1663, Getty museum, Los Angeles[17],
- La leçon de musique, toile, signée et datée sur la table en bois: cBega / A ° 1663, Nationalmuseum, Stockholm.

Parmi les gravures et dessins se trouvent également,
- Hommes et femmes dansant, rijksmuseum[18],
- L'allaitement maternel avec des enfants, 1652. Pierre noire, Musée Städel, Francfort-sur-le-Main,
- Paysans dans une taverne, vers 1658. sanguine et crayon de graphite, Kunsthalle de Hambourg,
- La vieille maîtresse de maison, vers 1660. Pierre noire, Musée national d'Australie-Méridionale, Adelaide,
- Portrait de Leendert van der Cooghen avec un grand chapeau, vers 1653-1654. craie noire sur vélin, British Museum, Londres,
- La salle de classe , environ 1652-1654. encre brune, lavis gris et brun, Fogg Art Museum, Harvard University, Boston,
- Scène de taverne avec des enfants fumeurs, vers 1658, Monotype en brun, Collections d'Art de l'état, Dresde,
- Famille d'agriculteurs dans une taverne, vers 1658-1660, pierre noire sur vélin, musée Albertina, Vienne.

Quelques peintures de Cornelis Bega
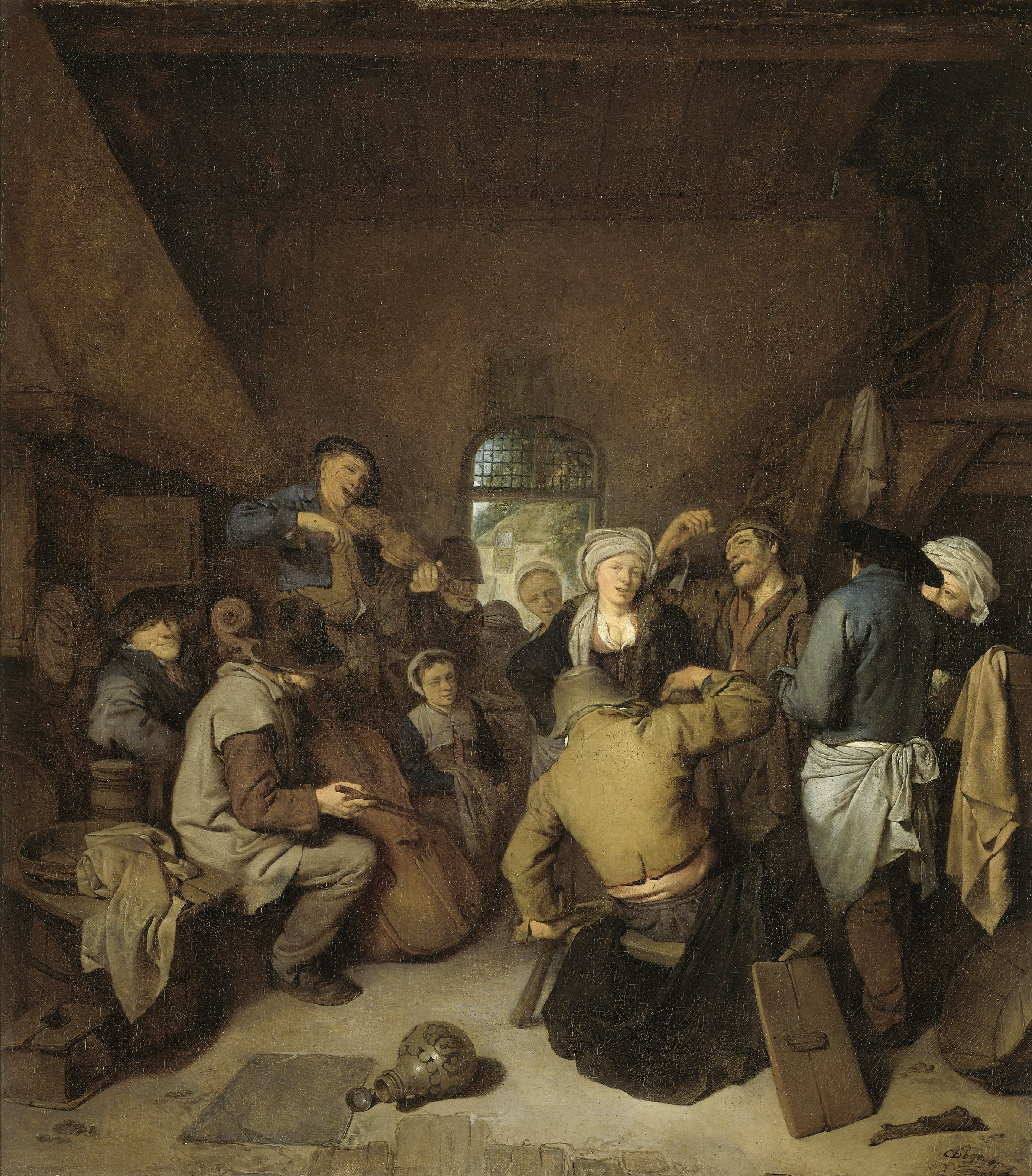
Paysans musiciens et danseurs, 1650-1664 (Amsterdam)
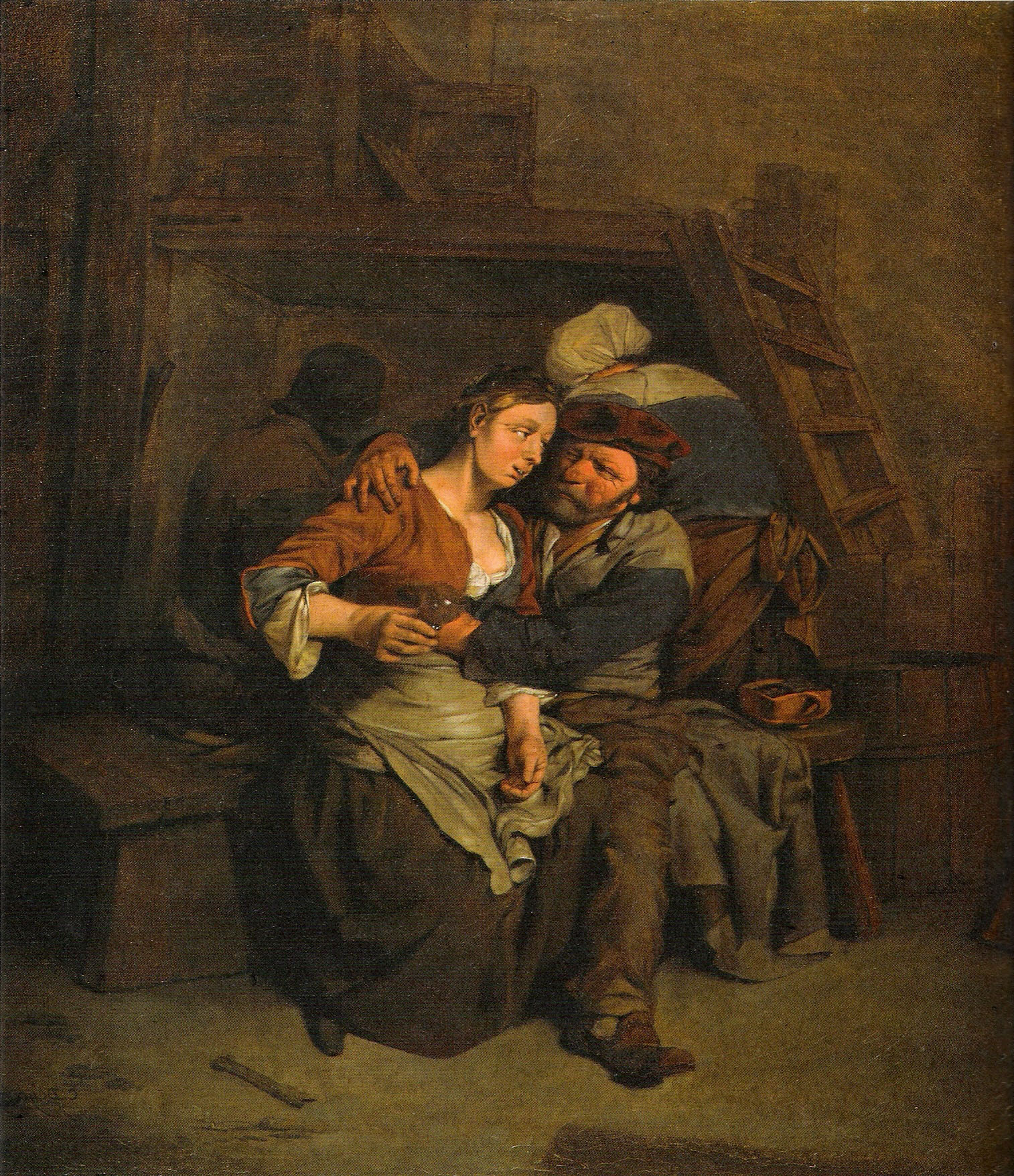
Couple d'amoureux, 1658-1660 (Vienne)
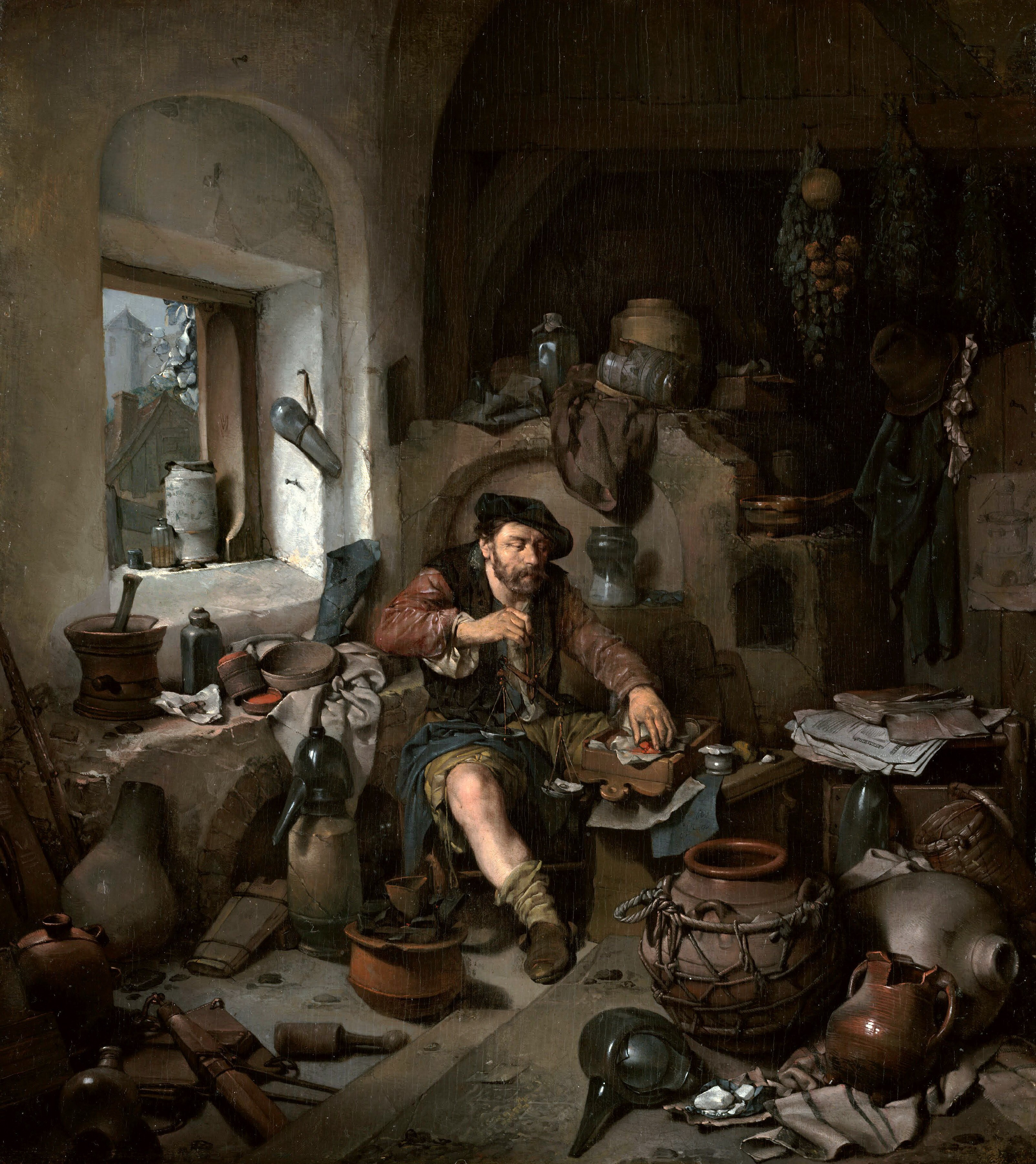
L'Alchimiste, 1663 (Los Angeles)
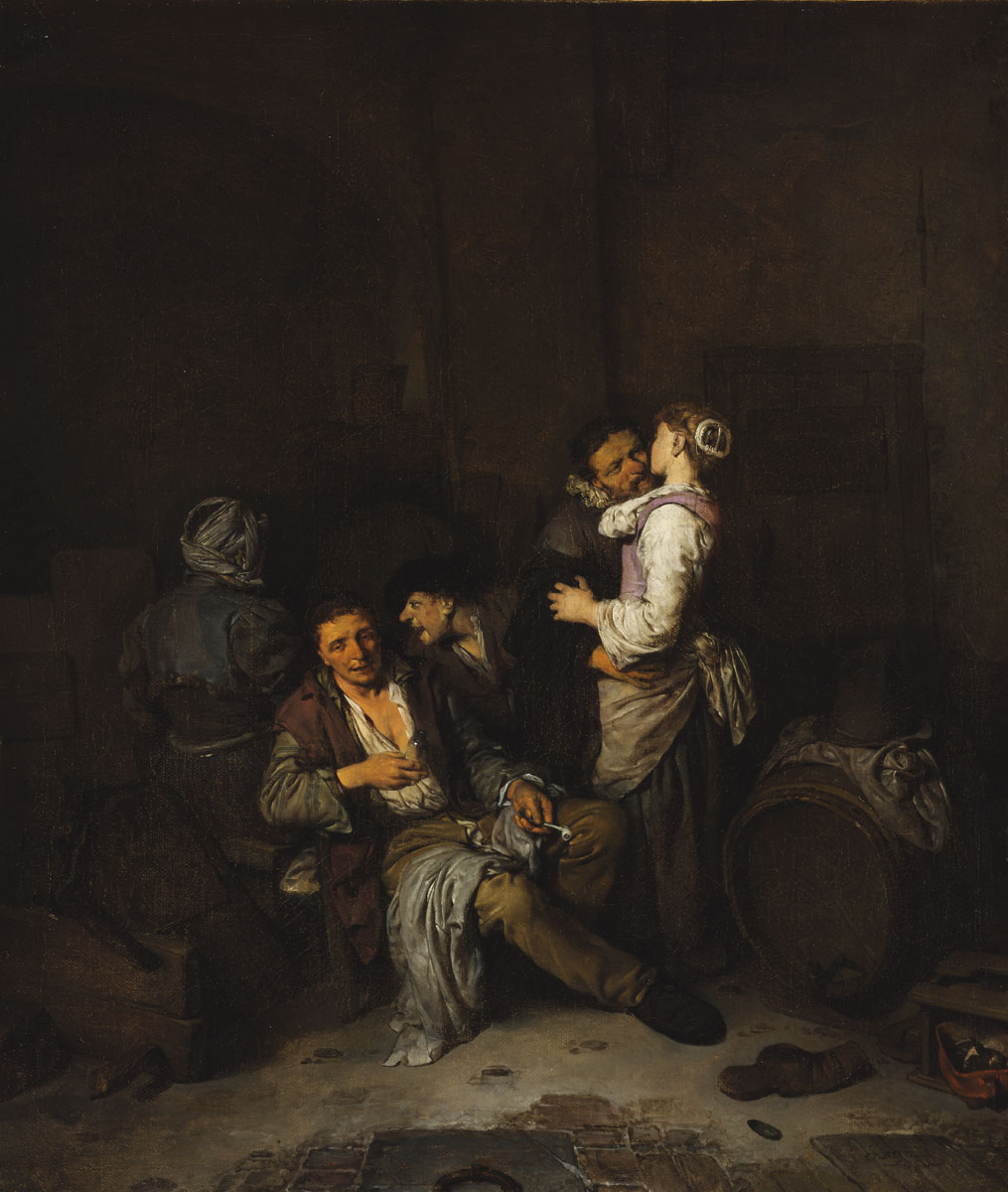
Paysans dans une taverne, 1662 (Budapest)
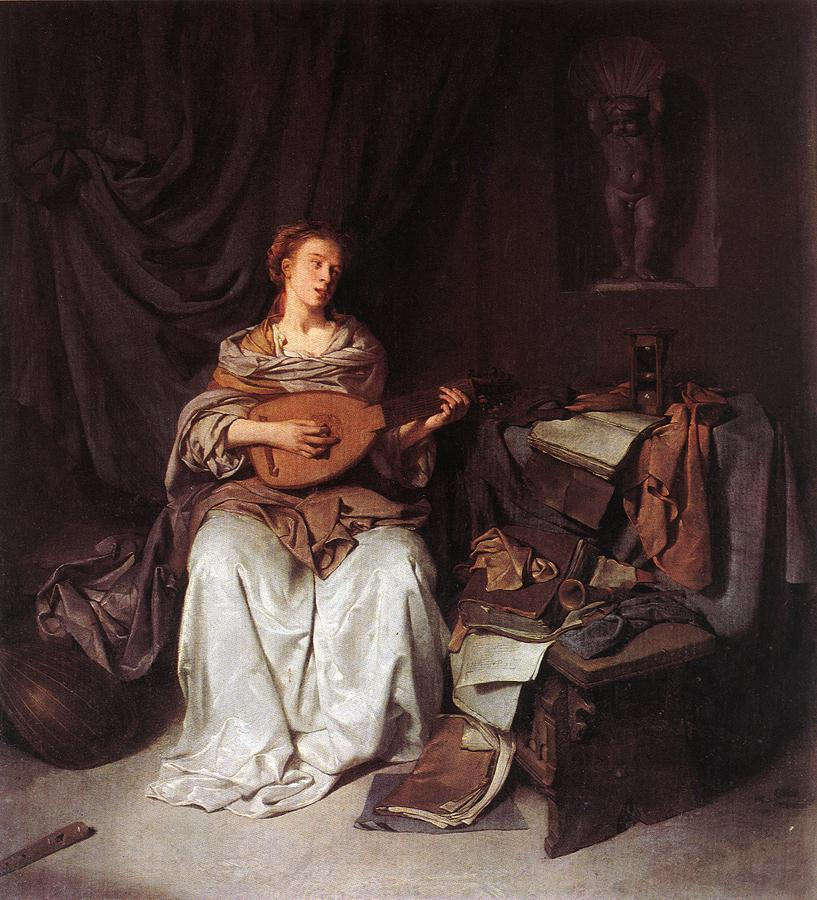
La Luthiste, 1664-1665 (Musée des Offices)

Quelques gravures et autres dessins de Cornelis Bega
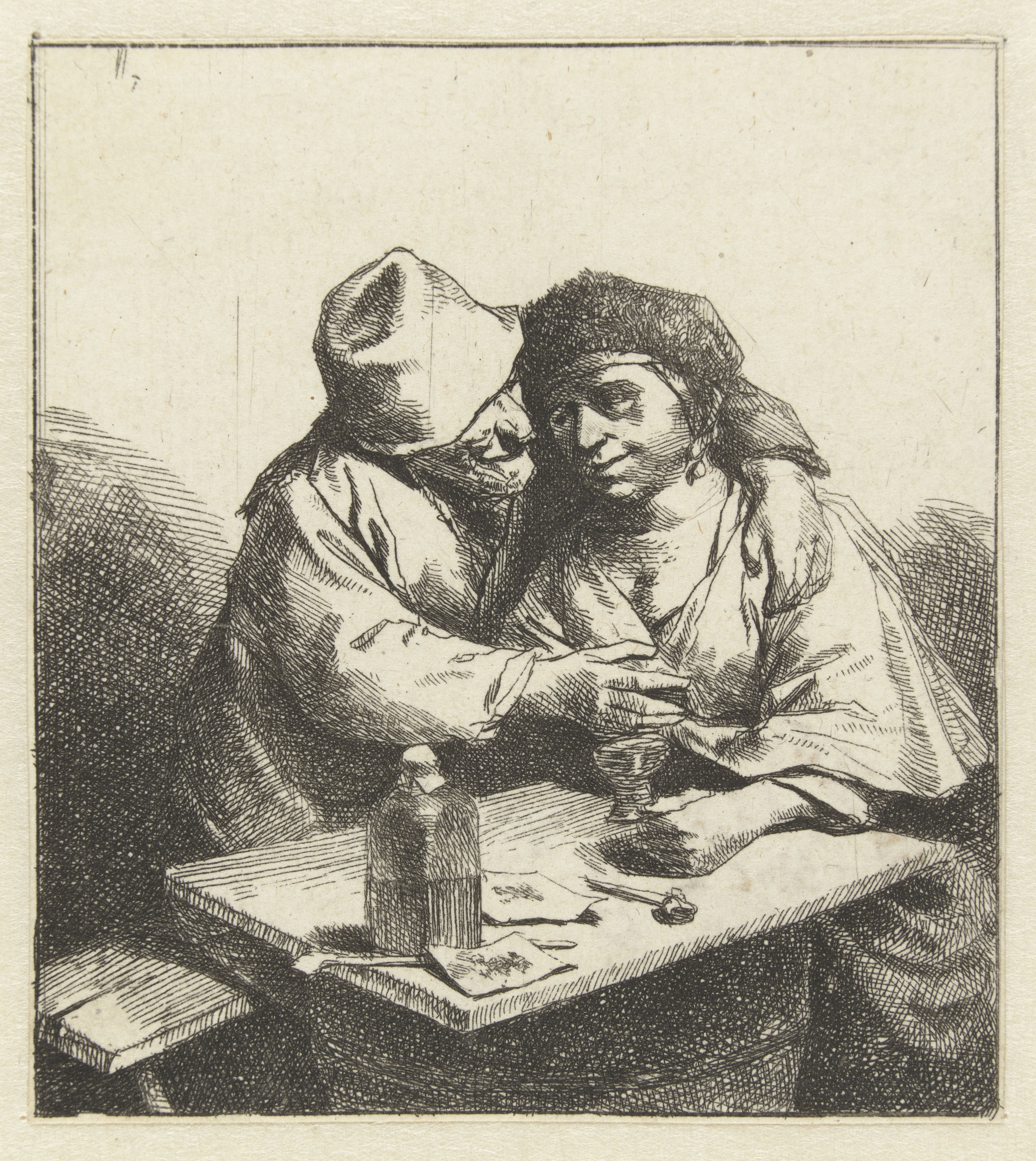
Couple d'amoureux
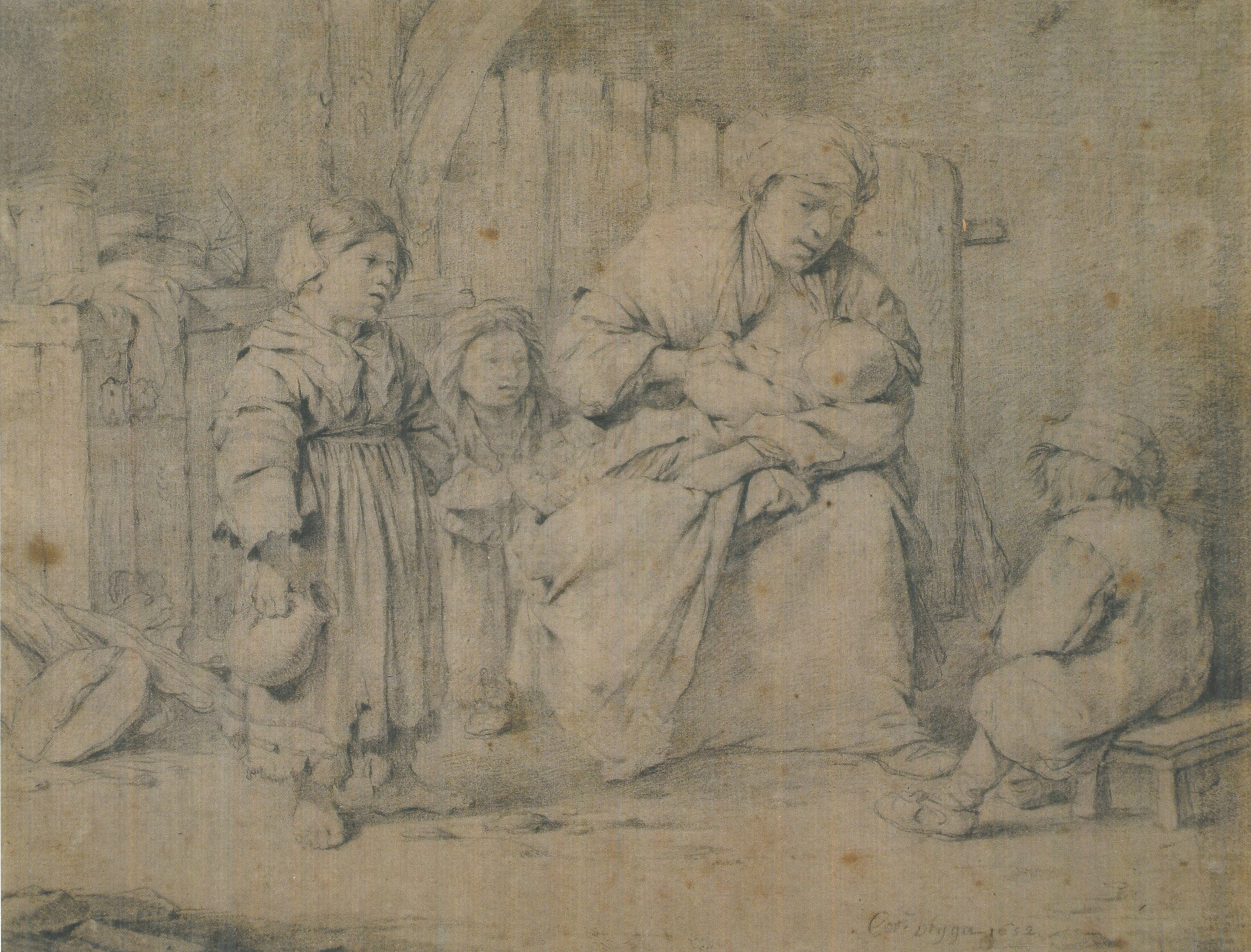
Mère allaitant avec enfants, 1652
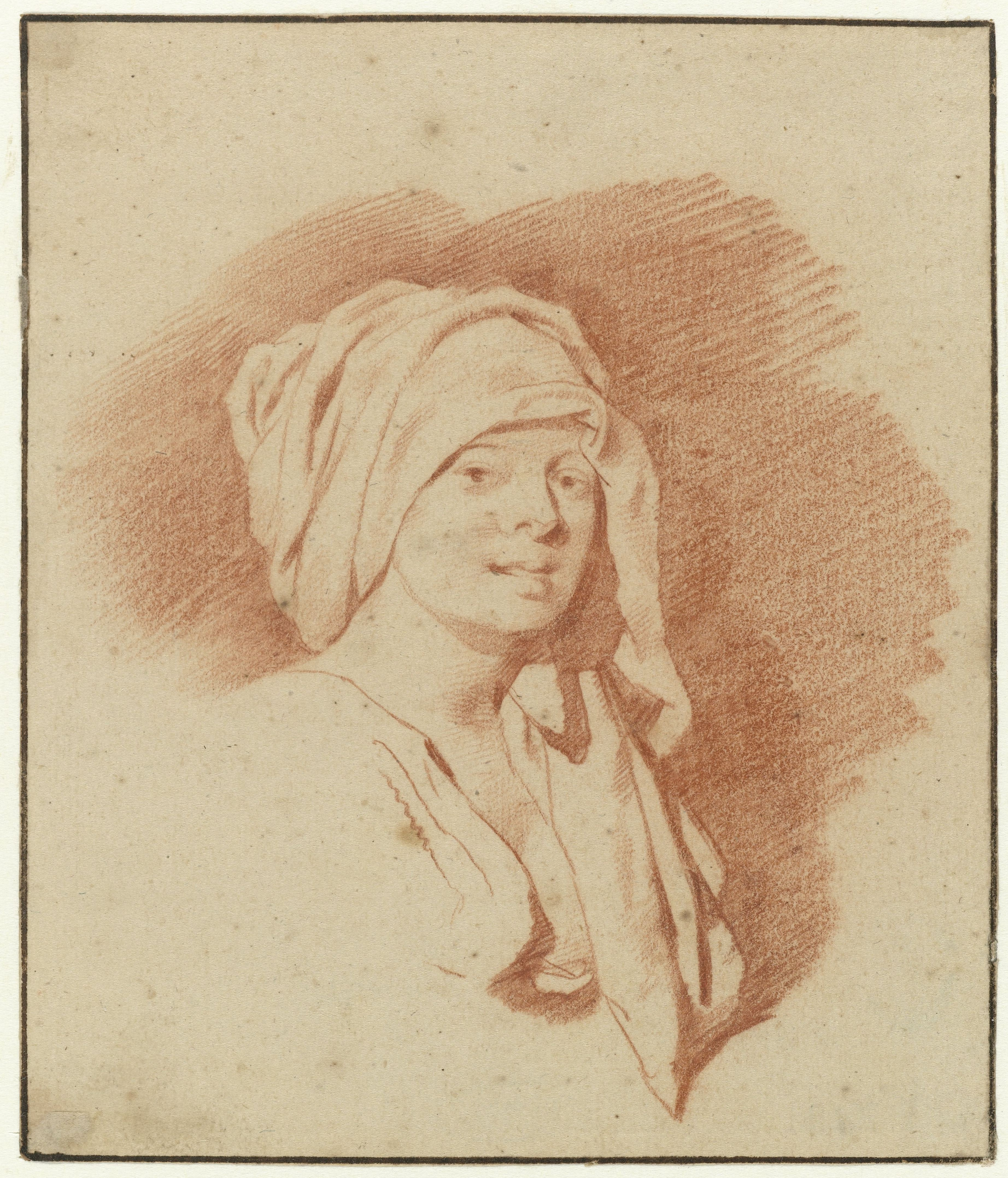
Buste de femme, Sanguine
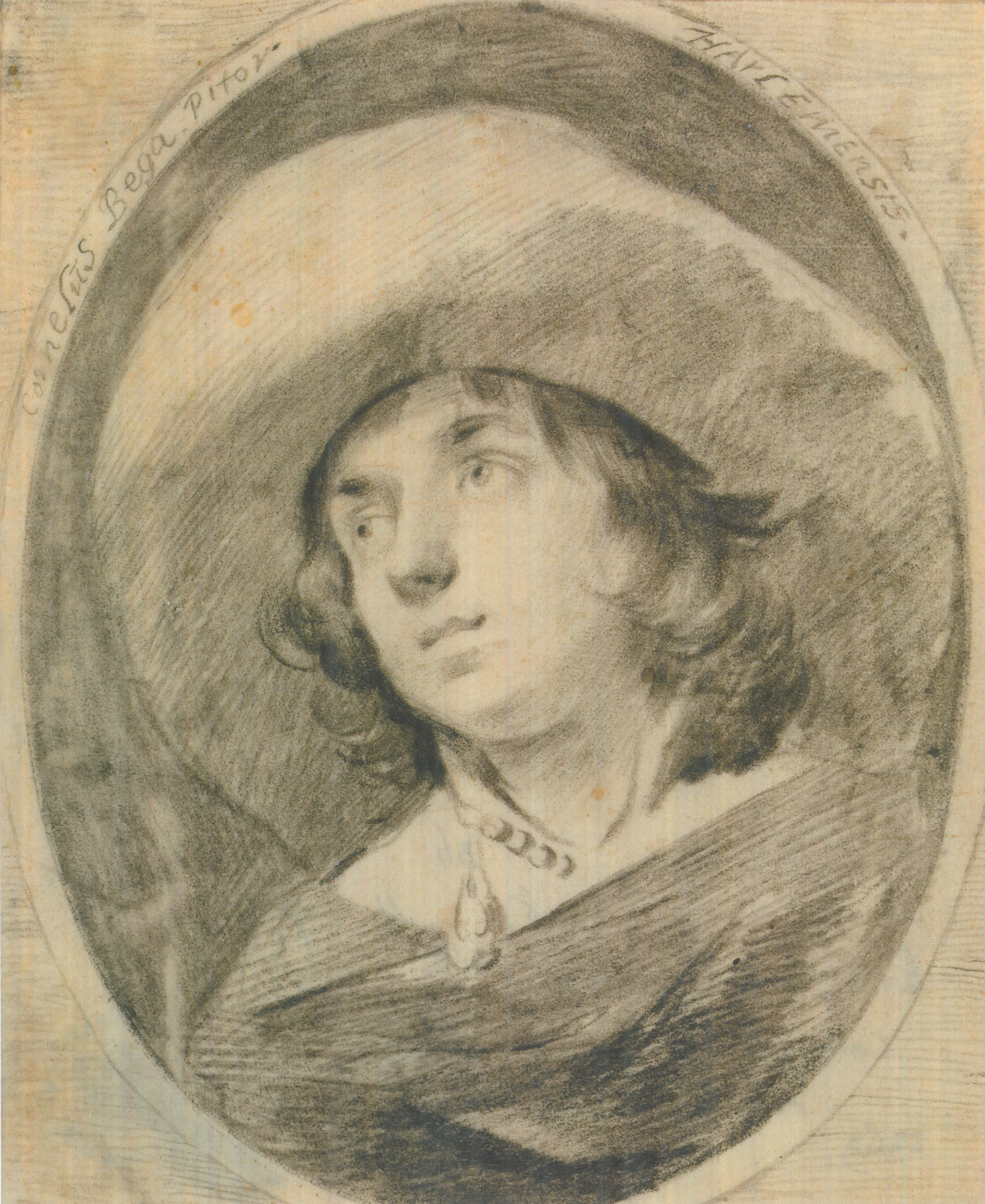
Portrait de Leendert van der Cooghen avec grand chapeau, 1653-1654
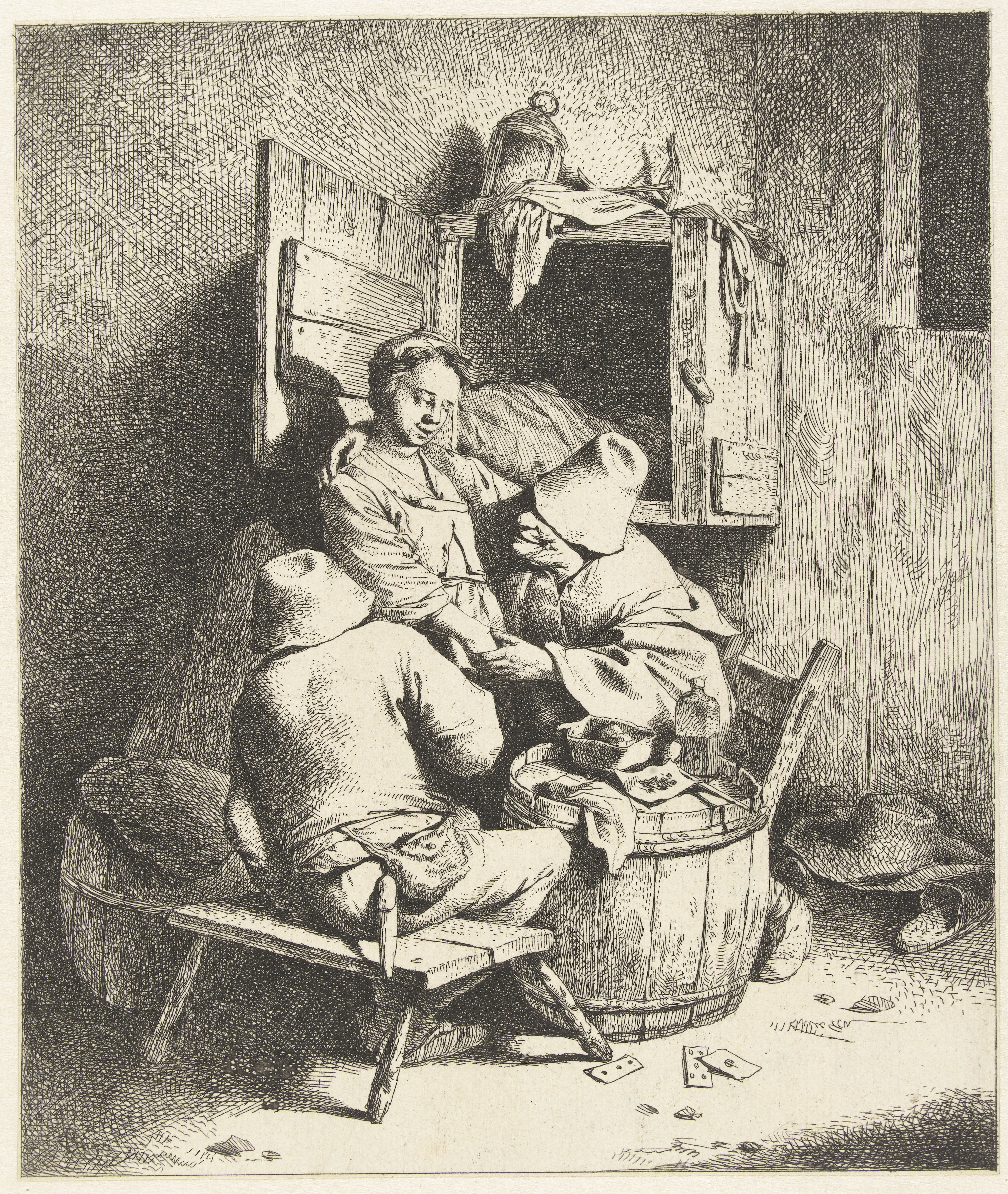
Scène de taverne, homme caressant